# Gloucester
Gloucester er en by med 145.563(2016) indbyggere i den sydvestlige del af England. Byens navn udtales [ˈglɒstə], altså i to stavelser, idet cester (af latin castra, "lejr"/"fort") udtales som én stavelse. Den første del af navnet betyder muligvis, at byen ligger ved den glødende (glowing) flod (Gloucester ligger ved floden Severn).
Blandt byens attraktioner er Gloucester Cathedral, hvor både Edvard 2. af England og Walter de Lacy ligger begravet, og en række museer som Gloucester Waterways Museum og Soldiers of Gloucestershire Museum.
Gloucester er hjemsted for det årlige Cooper's Hill Cheese-Rolling and Wake, en konkurrence, hvor der trilles en ost ned af en bakke på Cooper's Hill tæt ved byen, hvorefter den person, der kommer først efter osten er vinderen.